# عراقنا
عراقنا للاتصالات التابعة لشركة اوراسكوم تيلكوم، كانت شركة اتصالات في العراق اطلقت عام 2003 ، استحوذت عليها مجموعة زين للاتصالات عام 2008 والتي اندمجت لاحقا مع ام تي سي اثير التابعة لشركة الاتصالات المتنقلة الكويتية ونتج عن اندماج الشركتين اسم شركة زين العراق.
غطت شركة عراقنا في بداية عملها المنطقة الوسطى من البلاد، بينما غطت شركة أثير المنطقة الجنوبية. وتوسعت الشركتان لاحقا لتشمل تغطيتها معظم مناطق العراق.

## وصلات خارجية
- شركة زين تستحوذ على شركتي عراقنا وأثير